# Гебелейнские мумии
Гебелейнские мумии додинастического периода — шесть естественным образом мумифицированных тел людей бадарийской культуры, смерть которых датируется приблизительно 3400 годом до н. э., то есть поздним додинастическим периодом в Египте. Они были первыми мумиями данного периода, обнаруженными в полной сохранности.

## История

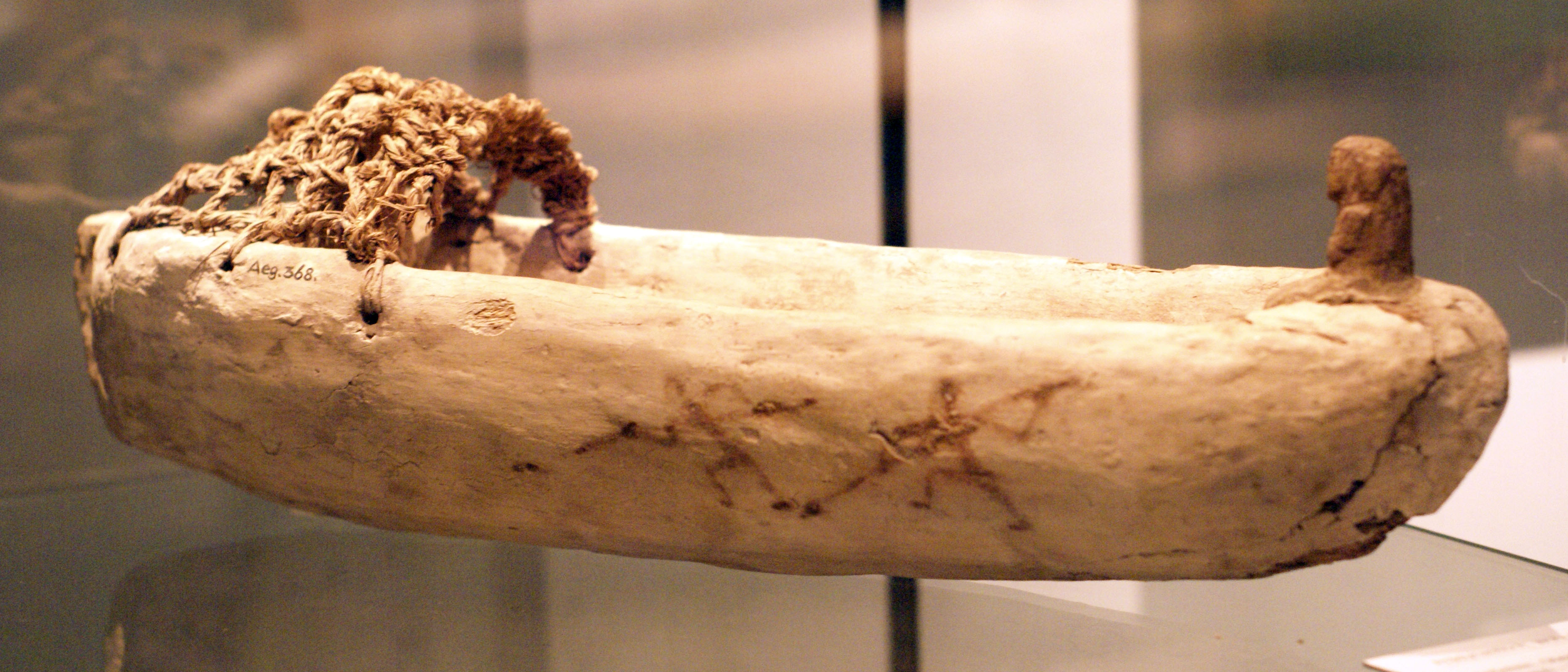
Фигурка лодки с изображением двух мужчин (3400-3200 до н. э.) из Гебелейна. Исторический музей Берна (AE 368).

В 1892 году директор античности в Египте Жак де Морган доказал, что найденная у Абидоса керамика относится к додинастическому периоду, что вызвало всплеск интереса европейских археологов к данной теме. Раскопки продолжились, и в 1895 году куратором отдела египтологии Британского музея Уоллисом Баджем найдены саркофаги и погребальные предметы XII династии в Дейр эль-Берше.
Бадж скупал у местных жителей находки додинастического периода: горшки, наконечники стрел и копий, человеческие останки. В 1896 году Бадж нашёл 6 мумий в эмбриональной позе (на левом боку) в неглубоких песчаных захоронениях у Бахр-Била-Ма (Безводная река) недалеко от Гебелейна («Два холма») в египетской пустыне.

## Описание

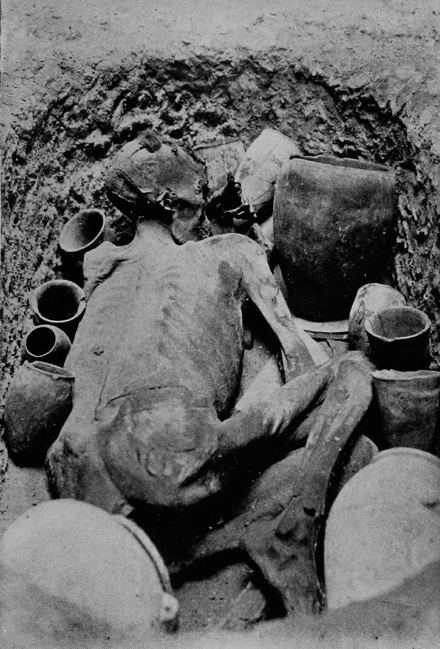
Мужская мумия (ок. 3400 до н. э.), выставленная в Британском музее (EA 32751). Фото из книги У. Баджа

Две из них мужские и одна женская, пол остальных определить не удалось. Три мумии лежали с саванами различных материалов (тростник, пальмовое волокно и шкура животного), сохранившиеся с телами. Согласно традиции захоронений того периода покойных хоронили нагими, редко в саване. Все тела находились в одном захоронении, мумифицированные естественным путём благодаря тёплым сухим природным условиям. Такой способ мумификации был популярен в додинастический период до изобретения техники искусственной мумификации.
Людей додинастического периода хоронили в эмбриональной позе на левом боку, за исключением захоронений в Меримда-Бени-Салама и Эль-Амра (Алжир), где тела покоились на правом боку. Захоронения здесь продолжались до Среднего царства, а затем, особенно после V династии покойных хоронили в дорсальной позиции (на спине).
Две мумии переданы Британскому музею в 1900 году. Первая обнаруженная мумия появилась на выставке Британского музея в 1901 году. Данное ему имя по цвету волос Ginger (Рыжий) в настоящее время более не используется в связи с этическими правилами обращения с останками. В 1987 году Ginger отправили на реставрацию, и его место временно заняла Gingerella, хотя длинные волосы её были коричневого цвета. Лишь одна из 5 мумий взрослой женщины выставлена в музее под номером EA 32752. В 1997—1998 годах её выставляли в Риме в рамках выставки «Ancient Faces», а в 2001 году — в Бирмингемском музее Великобритании.
Погребальные предметы «горшки и кремнии» рядом с мужской мумией EA 32751 (сегодня выставлена в 64 зале Британского музея) задокументированы, но утеряны и не попали в музей. Вместо оригинала захоронение реконструировано с помощью предметов из подобных захоронений.
В 2012 году исследования в Британском музее показали, что вероятной причиной смерти одного мужчины возрастом 18-20 лет стало убийство: на левом плече сканирование обнаружило следы колотой раны, в мягких тканях остались осколки рёбер.